# 洛和会丸太町病院
洛和会丸太町病院（らくわかいまるたまちびょういん）は、京都府京都市中京区にある民間病院。

## 概要
洛和会丸太町病院は、医師臨床研修病院や救急告示病院などの指定を受けている。救急総合診療科、整形外科、心臓内科には特に診療に力を入れている。NHKの番組「総合診療医ドクターG」にもたびたび出演している。また、運営主体は医療法人社団洛和会で、救命センターや地域医療支援病院の指定を受けている洛和会音羽病院、リハビリテーション専門の洛和会音羽リハビリテーション病院、透析を中心とした腎疾患専門病院の洛和会音羽記念病院、NTT西日本京都病院から事業継承された洛和会東寺南病院がある。

## 沿革
洛和会ヘルスケアシステムの歩みより
- 1967年：開院（152床）
- 1994年：京都市在宅介護支援センター洛和会丸太町病院（現・京都市朱雀地域包括支援センター） 開設
- 2001年：丸太町クリニック 提携
- 2002年：電子カルテ導入
- 2004年
  - 病院機能評価（複合病院:一般療養） 認定
  - 品質マネジメントシステムISO9001:2000認証 取得
- 2005年：医師臨床研修病院 指定
- 2008年：丸太町クリニックを洛和会丸太町病院に統合
- 2010年：洛和会丸太町病院、洛和会音羽記念病院、洛和会みささぎ病院ほか5施設でKES取得
- 2011年：洛和第二若草保育園（洛和会丸太町病院院内保育室） 開園
- 2014年：現住所に新築移転

## 診療科
診療科・部門の案内
- 救急・総合診療科
- 呼吸器内科
- 心臓内科
- 内分泌糖尿病内科
- 神経内科
- 消化器内科
- 外科
- 血管外科
- 整形外科
- 泌尿器科
- 耳鼻咽喉科
- ペインクリニック外来（麻酔科）
- 皮膚科
- 形成外科

## 施設認定
- 保険医療機関
- 労災保険指定医療機関
- 生活保護法指定医療機関
- 結核指定医療機関
- 原子爆弾被爆者一般疾病医療機関
- 指定自立支援医療機関（更生医療）
- 特定疾患治療研究事業指定医療機関
- 肝炎インターフェロン治療指定医療機関
- 救急告示病院
- 京都市域二次病院群輪番医療機関
- 厚生労働省臨床研修指定病院
- 臨床修練指定病院（⇒臨床修練指定病院について）
- 日本整形外科学会認定医制度研修施設
- 日本消化器病学会認定施設
- 日本大腸肛門病学会認定施設
- 日本消化器外科学会認定病院関連施設
- 日本泌尿器科学会関連教育施設
- 日本内科学会認定教育関連施設
- 日本循環器学会循環器研修施設
- 日本外科学会外科専門医制度指定施設
- 日本心血管インターベンション治療学会研修関連施設
- 日本麻酔科学会認定病院
- 日本がん治療認定医機構認定研修施設
- 日本医療機能評価機構認定病院
- 日本消化器がん検診学会認定指導施設
- 次世代育成支援対策推進事業認定

## 施設基準
- 機能強化加算
- 急性期一般入院料1
- 診療録管理体制加算1
- 医師事務作業補助体制加算1（15対1）
- 急性期看護補助体制加算1
- 療養環境加算
- 医療安全対策加算2・医療安全対策地域連携加算
- 感染防止対策加算1・抗菌薬適正使用支援加算
- 患者サポート体制充実加算
- 呼吸ケアチーム加算
- 後発医薬品体制加算1
- 病棟薬剤業務実施加算1
- データ提出加算
- 入退院支援加算・入院時支援加算
- 認知症ケア加算2
- 精神疾患診療体制加算
- ハイケアユニット入院医療管理料1
- 入院時食事療養／生活療養（Ⅰ）
- 喘息治療管理料
- がん性疼痛緩和指導管理料
- 糖尿病透析予防指導管理料
- 地域連携夜間・休日診療料
- 院内トリアージ実施料
- 夜間休日救急搬送医学管理料・救急搬送看護体制加算
- ニコチン依存症管理料
- 開放型病院共同指導料
- がん治療連携指導料
- 排尿自立指導料
- 肝炎インターフェロン治療計画料
- 薬剤管理指導料
- 医療機器安全管理料1
- 別添1の「第14の2」の1の(3)に規定する在宅療養支援病院
- 在宅時医学総合管理料及び施設入居時等医学総合管理料
- 在宅がん医療総合診療料
- 検体検査管理加算（Ⅱ）
- 時間内歩行試験及びシャトルウォーキングテスト
- ヘッドアップティルト試験
- CT撮影及びMRI撮影
- 外来化学療法加算1
- 無菌製剤処理料
- 心大血管疾患リハビリテーション料（Ⅱ）
- 脳血管疾患等リハビリテーション料（Ⅱ）
- 運動器リハビリテーション料（Ⅰ）
- 呼吸器リハビリテーション料（Ⅰ）
- がん患者リハビリテーション料
- エタノールの局所注入（甲状腺）
- 人工腎臓1
- 導入期加算1
- 脊髄刺激装置植込術及び脊髄刺激装置交換術
- ペースメーカー移植術及びペースメーカー交換術
- 大動脈バルーンパンピング法（IABP法）
- 膀胱水圧拡張術
- 医科点数表第2章第10部手術の通則の16に掲げる手術
- 輸血管理料Ⅱ
- 自己生体組織接着剤作成術
- 人工肛門・人工膀胱造設術前処置加算
- 胃瘻造設時嚥下機能評価加算
- 麻酔管理料（Ⅰ）
- 保険医療機関間の連携による病理診断
- 酸素の購入単価

## 交通アクセス
- JR山陰本線（嵯峨野線）「円町駅」から徒歩約15分
- 地下鉄東西線／JR山陰本線（嵯峨野線）「二条駅」から徒歩約17分
- JR二条駅からは無料の洛和会施設間巡回バスの利用が可能である